# Choctaw megye (Oklahoma)
Choctaw megye az Amerikai Egyesült Államokban, azon belül Oklahoma államban található. Megyeszékhelye és legnagyobb városa Hugo. Lakosainak száma 14 204 fő (2020. április 1.). Choctaw megye Pushmataha, McCurtain, Red River, Lamar, Atoka és Bryan megyékkel határos.

## Népesség
A megye népességének változása:
| Lakosok száma | 15 228 | 15 245 | 15 192 | 15 045 | 14 997 | 14 204 |
|               | 2010   | 2011   | 2012   | 2013   | 2015   | 2020   |